# モスコー・レトリーバー
モスコー・レトリーバー（英：Moscow Retriever）は、ロシアのモスクワ原産のレトリーバー犬種のひとつである。別名はモスクワン・レトリーバー（英：Mascowan Retriever）、ロシアン・レトリーバー（英：Russian Retriever）、モスコー・ウォーター・ドッグ（英：Moscow Water Dog）。

## 歴史
いつごろ生い立ったかは不詳であるが、ニューファンドランド、コーカシアン・シェパード・ドッグ、東欧系のシープドッグ犬種などを掛け合わせて作出された。尚、作出過程でゴールデン・レトリーバー、若しくはその先祖のツウィード・ウォーター・スパニエルが掛け合わされているともいわれる。
主に獲物などを回収（レトリーヴ）することを専門として使役されていた。撃ち落された鳥を傷つけないようにしっかりと咥え、主人のもとへ運んだ。泳ぎも上手く、水上に落ちた鳥も的確に回収することが出来た。
もともと地域限定のマイナーな犬種であるが、一度だけ犬の歴史の表舞台に登場したことがある。それは1940年代の後半のことで、同じくロシア原産の軍用犬種であるブラック・ロシアン・テリアの作出に用いられたことである。しつけの入りやすさや体の丈夫さ、安定した気質などの点が評価されて作出計画に採用された。モスコー・レトリーバーの雌複数頭が当時最も優秀な警察犬（軍用犬、或いは警備犬ともされる）であると評価されていたジャイアント・シュナウザーのロイ号と交配された。こうして本種はブラック・ロシアン・テリアの作出にかかわることになったが、他に作出にかかわった犬種はエアデール・テリア、ロットワイラー、ニューファンドランド、コーカシアン・シェパード・ドッグ、イースタン・シェパード・ドッグ、イースト・ヨーロピアン・シェパード、グレート・デーン、ボルゾイ、なんれかのロシアン・ライカなど17犬種以上も存在する。このほぼ全ては雌犬で、先に述べたロイ号と交配するのに用いられた。
本種はブラック・ロシアン・テリアの作出にかかわって以来、再び表舞台に現れ注目されたことは無い。今日も純血種として存在しているといわれているが、その頭数は非常に少なく絶滅寸前であるとされている。原産地でしか飼育されていない希少種で、ロシア国内でもなかなかみかけることが出来ない犬である。

## 特徴
ニューファンドランドとゴールデン・レトリーバーの中間のような姿をしている。がっしりとした丈夫な体つきをしていて、脚は太い。頭部の幅はゴールデンより広く、マズルは短めで太く、上唇にはたるみがある。このたるみは獲物を傷つけずにしっかりと咥えるのに役立っている。耳は垂れ耳、尾は垂れ尾で、耳と尾には飾り毛がある。コートはロングコートで、厚く防寒性が高い。又、油分を多めに含んでいるため水をよくはじき、更に防寒性を高めることができる。毛色はイエローやブラウン、ブラック、ホワイトなどの単色や複合色など。大型犬サイズで、性格は従順で温厚、攻撃的な面が一切無い。しつけの飲み込みや状況判断力に長け、友好性も高い。泳ぐことが大好きで、運動量は多い。